# Manauê
Manauê ou manuê, é um bolo de massa densa, assado em tabuleiros untados, cuja confecção data do Brasil Colônia, sendo tradicional nos festejos juninos. Seus ingredientes variam conforme o costume da região; geralmente consistem de milho verde ou fubá que pode ser substituído pela mandioca ou também levar farinha de trigo, leite de coco, coco ralado, açúcar ou melaço e manteiga. Surgiu da necessidade das doceiras portuguesas em adaptar suas receitas aos ingredientes disponíveis na colônia, uma vez que outros como a farinha de trigo e mesmo o açúcar eram artigos de luxo. Pela fartura do milho verde e do melado de cana nas safras entre maio e agosto, virou costume fazer o bolo para as festas juninas.